# 马里桥
马里桥（法語：Pont Marie）是位於法國巴黎塞納河上的一座橋樑，連接聖路易島和巴黎市政廳，橋名取自造橋的工程師克里斯托夫·马里。該橋是巴黎歷史最悠久的橋樑之一，始建於1614年，為一座石拱橋，共有5個石拱，每個外形都不一樣。

## 外部連結
- the Pont Marie's entry on the Paris Mairie's website